# 효성초등학교 (대구)

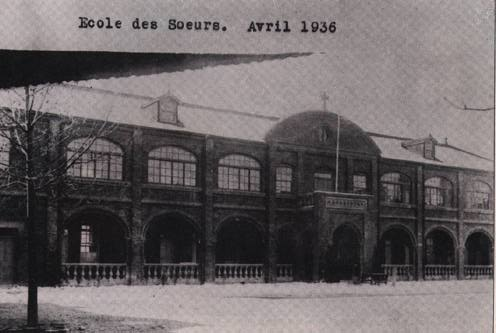
1930년대의 효성여자보통학교

효성초등학교(曉星初等學校)는 대한민국 대구광역시 달서구에 있는 사립 초등학교이다.

## 학교 연혁
- 1898-10-01 계산성당 교육관내 해성재 설립
- 1908-04-01 해성재 해체, 사립 성립학교 설립
- 1910-11-19 성립학교에 여자부를 병설
- 1916-09-03 교명을 해성학교로 바꿈
- 1924-02-01 해성학교 여자부를 독립, 효성여학교로 분리 독립
- 1925-05-15 효성 여학교가 효성여자 보통학교로 승격함
- 1938-06-18 재단법인 대구구 천주교회 유지 재단 설립
- 1939-03-01 효성소학교 설립인가
- 1941-03-31 효성국민학교로 개칭
- 1966-03-01 남녀공학제 실시(18학급)
- 1996-03-01 교명을 효성초등학교로 변경

## 참고 자료
- 효성초등학교 - 한국교육학술정보원 학교알리미